# Searsia rosmarinifolia
Searsia rosmarinifolia är en sumakväxtart som först beskrevs av Vakl, och fick sitt nu gällande namn av Fred Alexander Barkley. Searsia rosmarinifolia ingår i släktet Searsia och familjen sumakväxter. Inga underarter finns listade i Catalogue of Life.